# Rudno (district de Turčianske Teplice)
Rudno (allemand : Rauden, hongrois : Turócrudnó) est un village de Slovaquie situé dans la région de Žilina.

## Histoire
La première mention écrite du village date de 1343.

## Démographie

### Évolution de la population
| Année:               | 1994. | 2004.   | 2014.   | 2024.   |
| -------------------- | ----- | ------- | ------- | ------- |
| Nombre de personnes: | 228   | 227     | 212     | 210     |
| Différence:          |       | -0,43 % | -6,60 % | -0,94 % |

| Année:               | 2023. | 2024. |
| -------------------- | ----- | ----- |
| Nombre de personnes: | 210   | 210   |
| Différence:          |       | +0 %  |